# Cylindraspis peltastes
La testuggine gigante di Rodrigues a cupola (Cylindraspis peltastes) era una specie di testuggine della famiglia dei Testudinidi. Era endemica di Rodrigues. Si ritiene che sia scomparsa attorno al 1800.

## Biologia
C. peltastes era la più piccola delle due specie di testuggini giganti di Rodrigues: non superava i 45 cm di lunghezza, mentre l'altra, la testuggine gigante di Rodrigues dal dorso a sella, raggiungeva gli 80 cm. Come dice il nome comune, aveva il guscio a cupola ed era così costretta a brucare erbe basse.

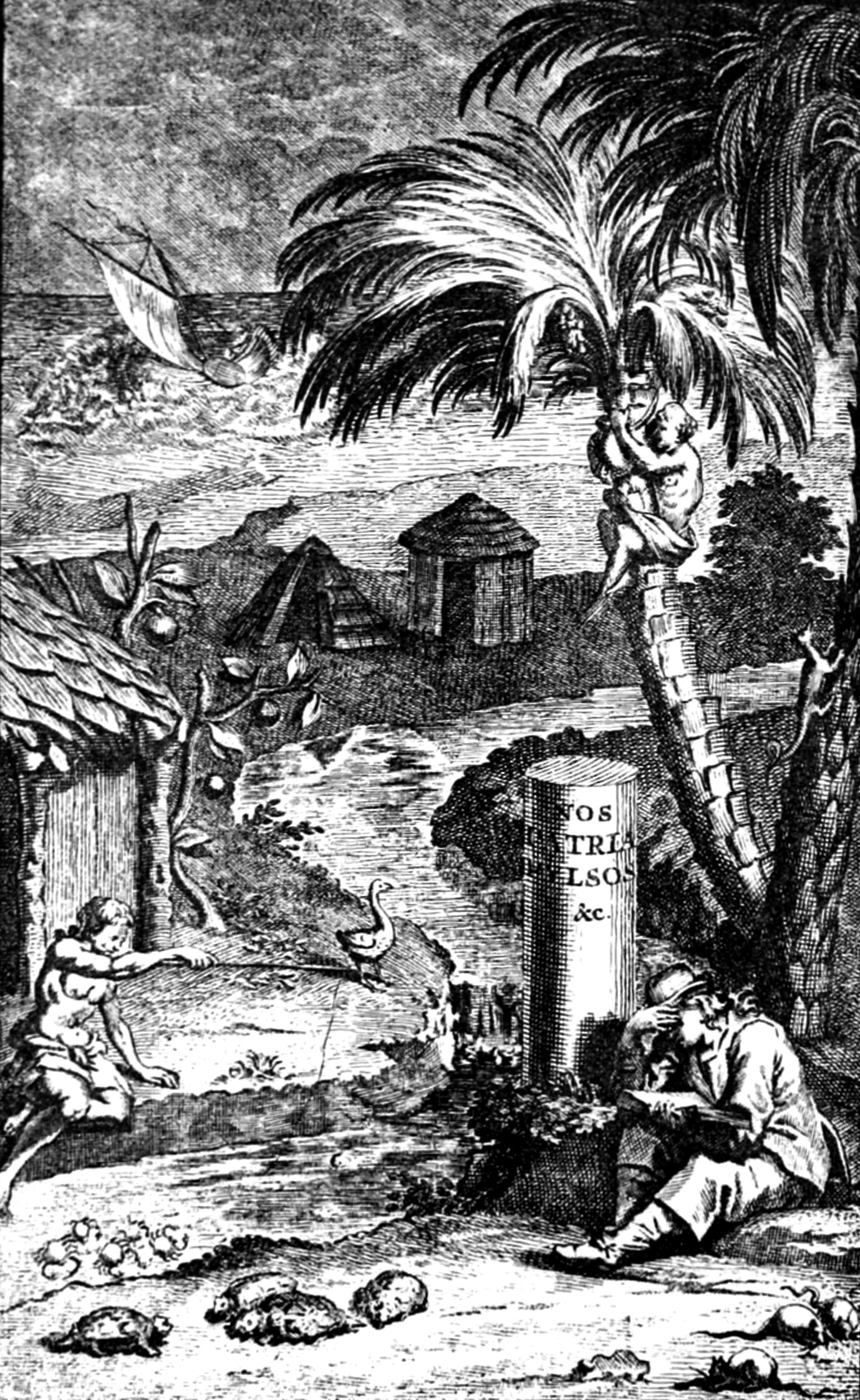
Illustrazione del 1707 che mostra un insediamento su Rodrigues, con testuggini, ratti, granchi, un solitario di Rodrigues e una lucertola su un tronco di palma. Le testuggini sono molto probabilmente testuggini giganti di Rodrigues a cupola.

## Prime osservazioni
François Leguat, naufrago ugonotto, riportò nel suo diario: «Ci sono talmente tante testuggini di terra su questa isola, che a volte se ne vedono dei branchi di 2-3000 individui; così si possono fare più di cento passi camminando sulle loro schiene e senza mai toccare a terra con i piedi. Si radunano di sera in luoghi abbastanza oscuri e stanno così vicine che uno potrebbe credere che il posto sia pavimentato con i loro gusci».

## Caccia
Malgrado la cattura occasionale di testuggini di Rodriguez da parte dei pirati e di alcune navi olandesi, fu solo dopo la pubblicazione nel 1708 delle memorie di Leguat che l'isola iniziò ad essere considerata una riserva di carne per le flotte francesi e inglesi. Infatti da quel momento in poi le navi si recarono là regolarmente per portare via tutte le testuggini che riuscivano a trasportare. Nel frattempo le testuggini sulla vicina colonia di Réunion andavano scarseggiando e i branchi di Mauritius si erano probabilmente già estinti. C'era allora una certa rivalità riguardo ai diritti sulle testuggini; durante la breve vita della colonia, sull'isola di Rodriguez i coloni dovettero rispettare un limite massimo fissato di rettili da catturare fino a che il bestiame introdotto non fosse aumentato. Quando nel 1730 cadde la colonia, la Compagnia francese delle Indie Orientali decretò che gli abitanti di Mauritius potevano catturare le testuggini solo nei piccoli isolotti a nord, le isole Flat e Round, e che si dovevano ridurre anche le navi sulla rotta per l'India: «È vietato ai capitani inviare barche per catturare testuggini senza informare i comandanti dell'isola e dichiarare il numero di cui hanno bisogno». La società cercava disperatamente di fare durare quelle riserve di carne fino a che non fosse stato costruito un porto di scalo nell'Atlantico. Purtroppo tutti quei provvedimenti non furono rispettati. Quando Mahé de La Bourdonnais arrivò sull'isola in qualità di Governatore Generale di Mauritius e di Réunion scoprì che proprio le navi della Compagnia erano le peggiori saccheggiatrici di Rodriguez. Come la sua parente più grande, C. peltastes scomparve intorno al 1800.